# Regió Sud-est del Brasil
La Regió Sud-est (en portuguès Região Sudeste) és una regió del Brasil formada pels estats d'Espírito Santo, Minas Gerais, Rio de Janeiro i São Paulo.
Amb una superfície de 924.511 km² (el 10,85% del territori brasiler), és la regió més populosa del Brasil: el 2010 tenia 77.656.762 habitants. El Sud-est és també la regió més rica del país, i la regió més industrialitzada de l'Amèrica Llatina, responsable de gairebé el 60% del PIB brasiler.
Aquesta regió és el territori que serveix de transició entre la regió Nord-est i la regió Sud. Per definir aquesta divisió es van usar criteris com l'afinitat sòciocultural i semblances naturals, tals com el relleu, el clima, la vegetació i el tipus de sòl. La regió Sud-est és altament urbanitzada (90,5%), i acull les tres àrees metropolitanes més importants del país, al voltant de les ciutats de São Paulo, Rio de Janeiro i Belo Horizonte, a més d'agrupar el major cens electoral del país.

## Història

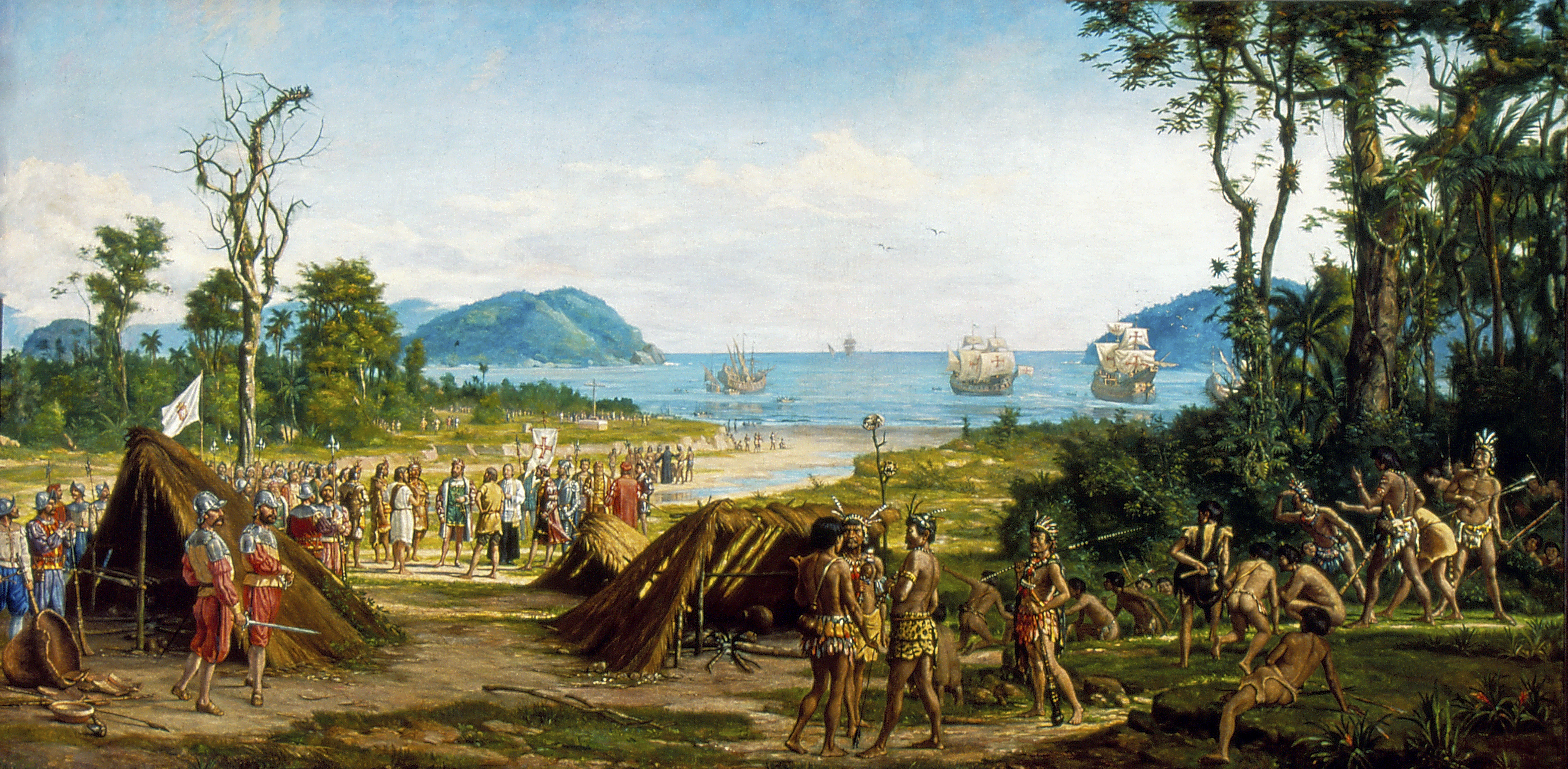
Fundació de São Vicente, de Benedito Calixto

El Sud-est brasiler va ser l'escenari per a la fundació de la primera ciutat portuguesa que va ser edificada en el Nou Món: es tracta de São Vicente, fundada per Martim Afonso de Sousa el 1532. Els primers colons, homes solters o casats que van deixar a Portugal les seves famílies, de seguida es van barrejar amb les índies locals. La pràctica freqüent de la poligàmia, part de la cultura indígena, va ser adoptada pels portuguesos.
Preocupats amb la conducta fora dels estàndards dels colons, no només a São Vicente sinó a tota la colònia, l'Església Catòlica hi envia els jesuïtes el 1549. Basada en la plantació de la canya de sucre, la capitania de São Vicente és una de les poques a obtenir èxit. El 1565 Mem de Sá va fundar la ciutat de Rio de Janeiro. Originàriament els indis van ser esclavitzats, però el 1595 va ser prohibida l'esclavitud dels indígenes a causa de les pressions de l'Església. Va començar, llavors, la introducció dels esclaus africans.

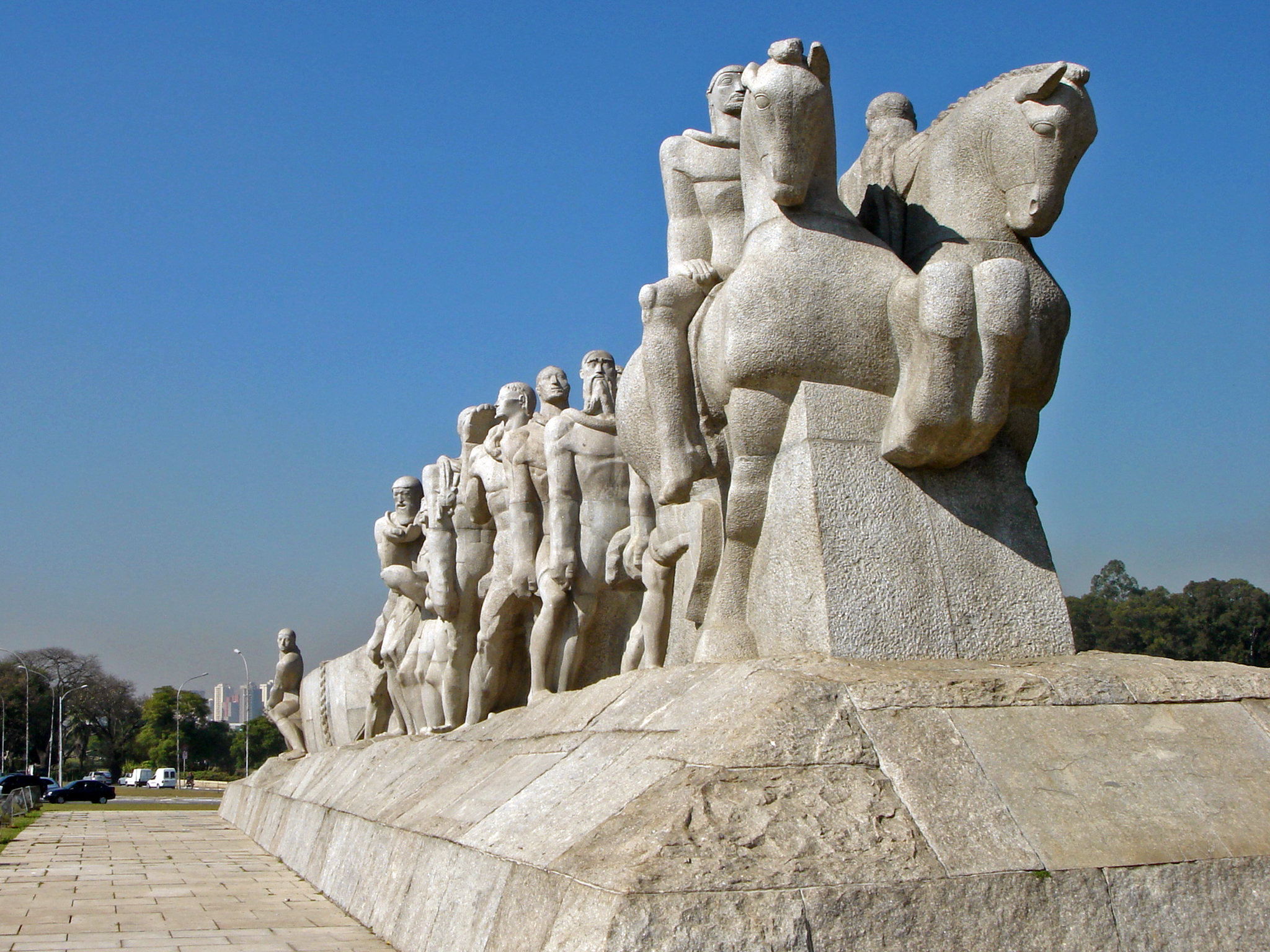
Monument a les Bandeiras, al parc Ibirapuera en São Paulo.

A l'inici del segle xvii sorgeixen les denominades bandeiras: la decadència de la producció sucrera i la prohibició de l'esclavitud indígena porten els colons a organitzar-se i formar enormes expedicions que van creuar l'interior del Brasil. Aquestes expedicions podien comptar amb gairebé mil homes: alguns de blancs, seguits per centenars d'indis i de mestissos a la recerca d'indígenes per ser esclavitzats. És notable que els bandeirantes, fins i tot aquells d'origen indígena, atacaven les tribus índies i les missions jesuïtes amb gran violència i crueltat. S'estima que 300.000 indis van ser esclavitzats en un període de menys d'un segle. Aquells que no van acceptar ser esclaus van ser exterminats.

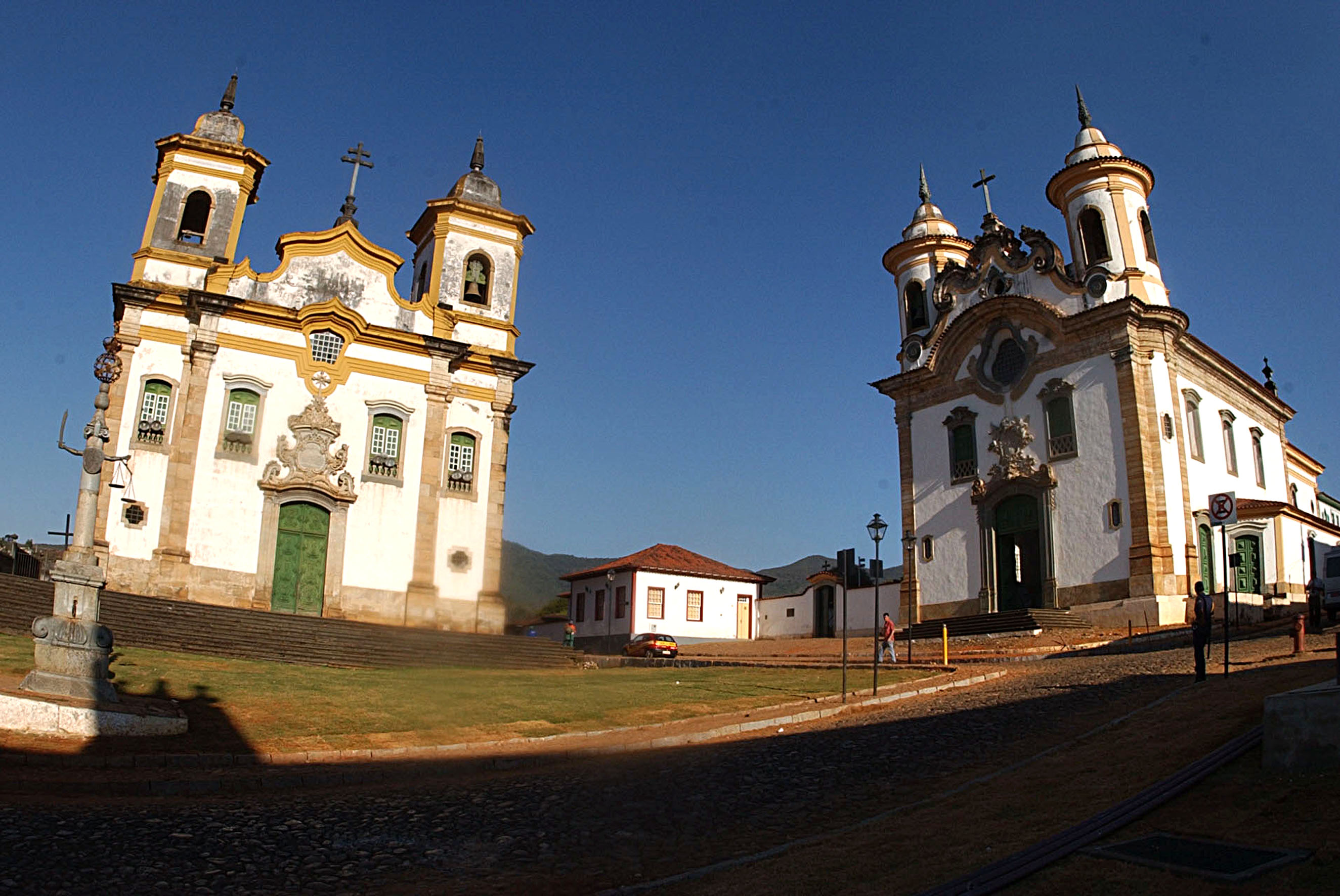
Esglésies d'estil barroc a la ciutat de Mariana (Minas Gerais)

Amb la descoberta d'or a l'interior del Brasil, la Corona portuguesa va dirigir els seus esforços cap a la regió Sud-est, a causa de la decadència de les plantacions de canya de sucre al Nord-est. Es va produir un gran moviment de persones cap a la regió de Minas Gerais (en portuguès, literalment, 'mines generals'), que va desembocar en l'anomenada Guerra dels Emboabas.
La capital de la colònia va ser transferida de Salvador a Rio de Janeiro el 1763. Al final del segle xviii l'explotació de l'or va entrar en decadència a causa del progressiu exhauriment de les mines. No obstant això, la Corona portuguesa continuava cobrant elevats impostos, cosa que va originar el moviment separatista denominat en portuguès Inconfidência Mineira, que no va tenir èxit.

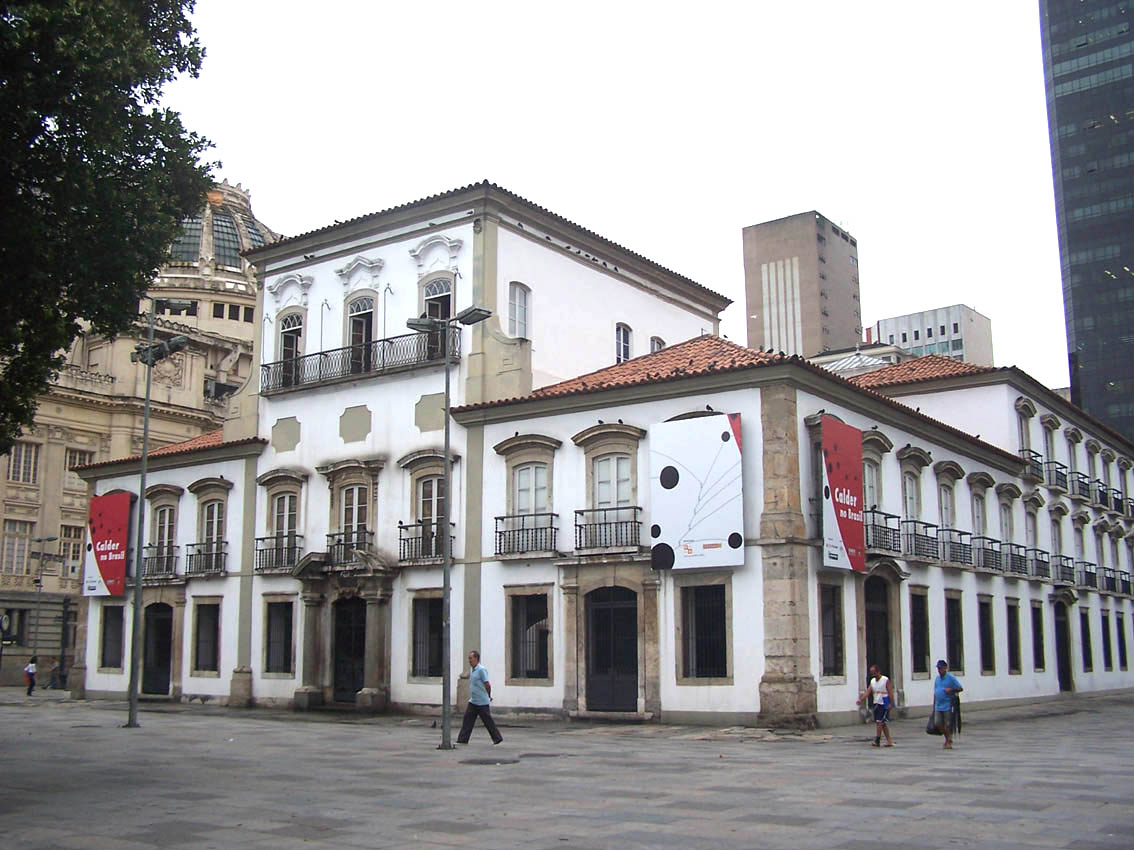
Paço Imperial, palau del que va servir com a seu per al govern colonial, el rei Joan IV de Portugal i els dos emperadors del Brasil.

En 1808, fugint de la invasió napoleònica, la Família Real portuguesa es va instal·lar en Rio de Janeiro. L'època va ser marcada per diversos canvis econòmics a la regió, amb l'obertura dels ports per a nacions amigues de Portugal - és a dir, el Regne Unit - en 1810, i l'elevació de Brasil a Regne Unit de Portugal Brasil i Algarve el 1816. El 1821 el Rei Joan VI torna a Portugal, deixant el seu primogènit, Pedro de Alcântara (Pere d'Alcântara) com a Príncep-Regenti de Brasil. Pedro declara la independència de Brasil el 7 de setembre de 1822 i es torna l'emperador Pere I.
Amb la independència de Brasil el 1822 la regió Sud-est es va fer el centre financer del país. Pere I, que tenia el suport de l'elit rural en declarar la independència, va abdicar el tron a la favor del seu fill, Pere II el 1830. Després d'un període de regència marcat per inestabilitat política, Pere II va assumir el tron el 1841.
A partir dels anys 1840 les plantacions de cafè es van escampar per tota la regió, principalment a la vall del riu Paraíba do Sul i en l'oest de l'estat de São Paulo, fent-se la base de l'economia brasilera. Es va usar inicialment del treball esclau, però amb l'abolició de l'esclavitud el 1888 la falta de mà d'obra es va resoldre amb l'arribada d'una gran massa d'immigrants europeus, principalment italians i, a partir de l'any 1908, japonesos.
El 1889 la monarquia és esfondrada i és proclamada la República al Brasil, donant inici a una política en què les oligarquies dels estats de São Paulo i Minas Gerais se succeïen en el poder. Mentre això, començava la industrialització de l'estat de São Paulo, amb manufactures de tèxtils, sabó i robes, que empraven principalment immigrants italians i espanyols.
En finalitats dels anys 1920, amb la caiguda de la Borsa de Nova York, el preu del cafè va caure al mercat internacional. Després de la trucada Revolució de 1930 el president Getúlio Vargas va impulsar la industrialització amb la implantació d'una indústria de base, la Companyia Siderúrgica Nacional en Volta Rodonda, estat de Rio de Janeiro, el 1943, a més de comprar l'excedent de producció de cafè dels productors, la qual cosa els va permetre tenir diners per comprar béns i aplicar en altres activitats, com la indústria. Gradualment va haver-hi també l'expansió de les indústries de béns de capital i de la de béns de consum.
En els anys 1950 Juscelino Kubitschek, primerament com a governador de Minas Gerais i després com a president de la República (1956-1961) va donar, a través d'obres d'infraestructura - carreteres, hidroelèctriques, estímul a la construcció d'habitatges - un nou impuls al creixement. Quan va ser governador de Minas Gerais, Juscelino va inaugurar les hidroelèctriques de Furnas i Três Marias i algunes carreteres en el seu estat, i quan va ser president va estimular la implantació de la indústria automobilística i de peces d'automòbil en São Paulo, així com les indústries de béns de consum durador, inaugurant també carreteres, com la carretera Fernão Dias, entre São Paulo i Belo Horizonte.
L'estat de São Paulo, en particular la ciutat de São Paulo i algunes ciutats veïnes, com Santo André, São Bernardo do Campo, São Caetano do Sul, Mauá i Guarulhos van rebre les noves indústries i van tenir ràpid creixement de les seves poblacions. Aquesta ràpida i desorganitzada urbanització vaig portar com a conseqüència un augment del nombre de persones vivint en habitatges precaris a les grans ciutats, saturació del viari urbà, dificultats en la recol·lecta d'escombraries i augment de la violència.
A partir dels anys 1970 els governs militars van estimular la instal·lació d'indústries d'equipaments electrònics en la Zona Franca de Manaus, en el nord del país, a més de la construcció de carreteres i altres obres amb la intenció de poblar aquella regió considerada estratègica. Tanmateix, això no va portar impacte significatiu en la participació del Sud-est en el PIB brasiler en els anys següents, doncs malgrat la sortida d'algunes indústries dels grans centres, un sector de serveis cada vegada més sofisticat es va anar desenvolupant.

## Economia

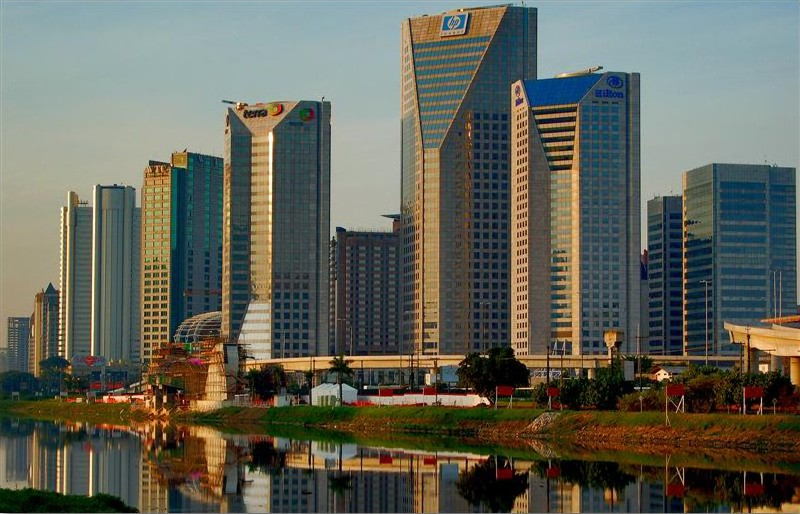
Edificis comercials a l'avinguda Marginal Pinheiros, a São Paulo.

L'economia del Sud-est és molt forta, desenvolupada i diversificada. Aquesta és la principal regió geoeconòmica del país en termes econòmics.
L'agricultura es practica a tots els estats de la regió. Els principals productes agrícoles conreats són la canya de sucre, el cafè, el cotó, el blat de moro, la tapioca, l'arròs, els fesols i la fruita.
La ramaderia també és practicada arreu. El tipus de bestiar més destacat és el de bovins i l'estat de Minas Gerais n'és el principal productor. També hi destaquen els cavalls i els porcs.
A la regió Sud-est es practica la mineria. Els principals minerals explorats són el ferro, el manganès, l'or i les pedres precioses. Els majors jaciments es troben a l'estat de Minas Gerais.

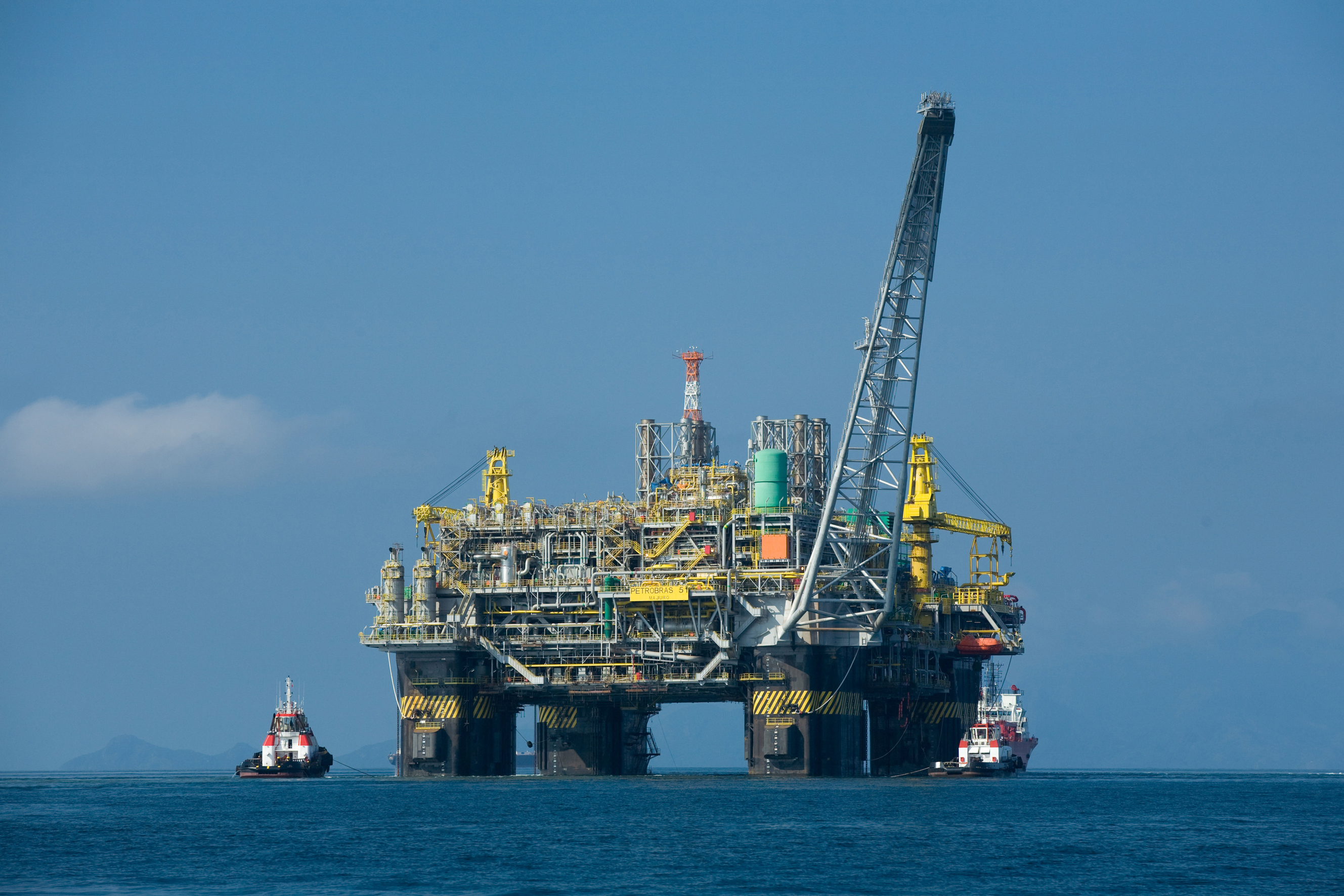
Plataforma petroliera P-51 de Petrobras al jaciment submarí de Campos (estat de Rio de Janeiro)

Hi destaquen les indústries següents:
- naval i petrolífera, a l'estat de Rio de Janeiro i a Espírito Santo, que presenten diversos camps petrolífers que es localitzen tant a terra com al mar (aquests dos estats són els principals productors de petroli del país);
- automobilística, a São Paulo i Minas Gerais;
- siderúrgica, a São Paulo, Rio de Janeiro, Minas Gerais i Espírito Santo;
- petroquímica, amb diverses refineries als estats de Rio de Janeiro, São Paulo i Minas Gerais;
- paperera, amb la principal empresa del món en producció de cel·lulosa, Aracruz Celulose, situada a l'estat d'Espírito Santo.

### Agricultura

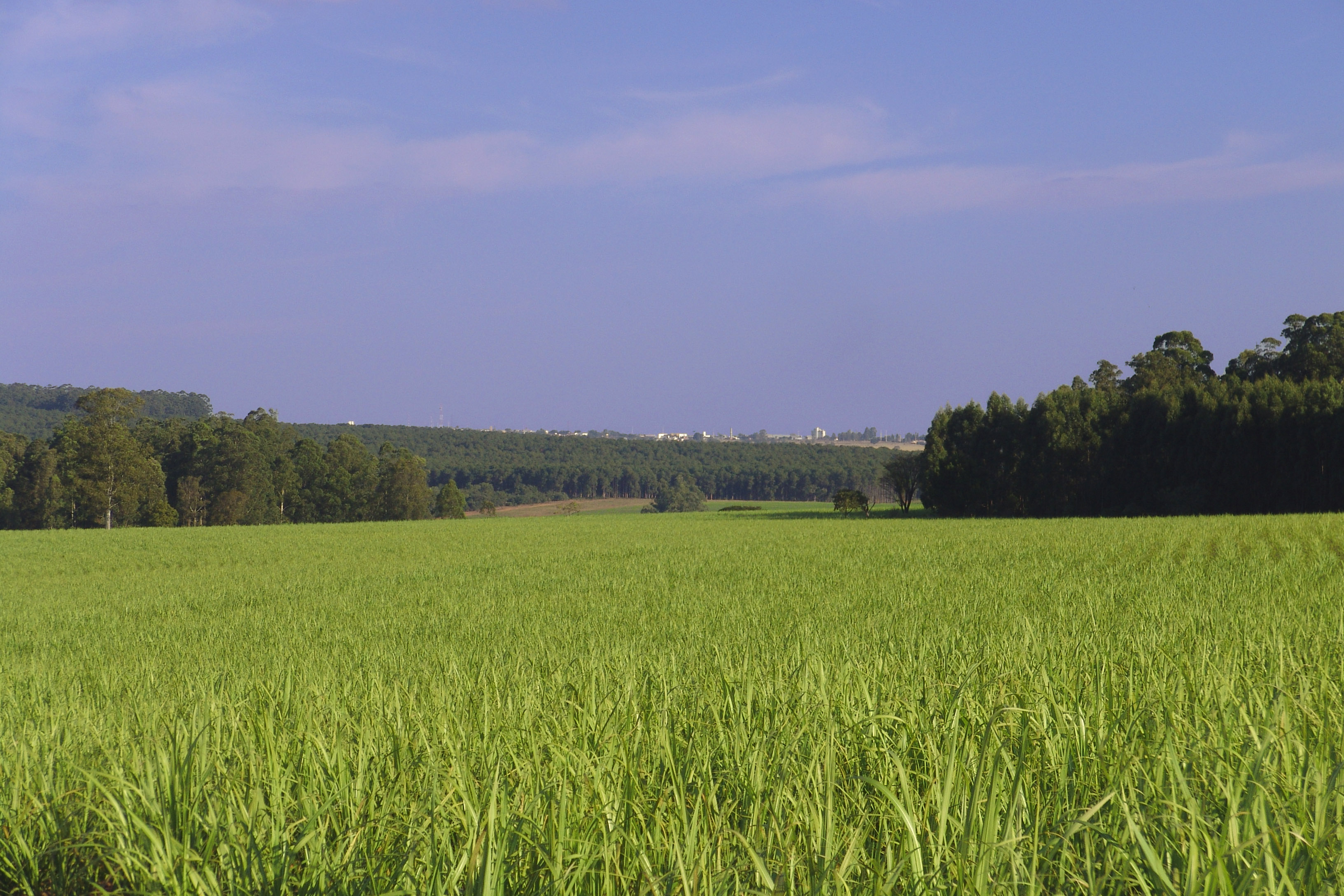
Canya de sucre, una de les cultures més practicades a la regió. A la foto una plantació de canyes a la ciutat de Avaré, interior de São Paulo.

El sector agropecuari es presenta molt desenvolupat i diversificat. L'existència d'un sector agrícola fort en aquesta regió es deu a l'existència d'extensos i fèrtils sòls (la trucada Terra roxa). Encara que el cafè hagi estat la força econòmica pionera de l'ocupació de l'estat de São Paulo i del seu gran desenvolupament econòmic, el seu cultiu s'ha reduït cada vegada més, sent actualment la principal regió productora el sud de l'estat de Minas Gerais. Actualment el cafè és plantat juntament amb altres cultures o està enterament substituït.

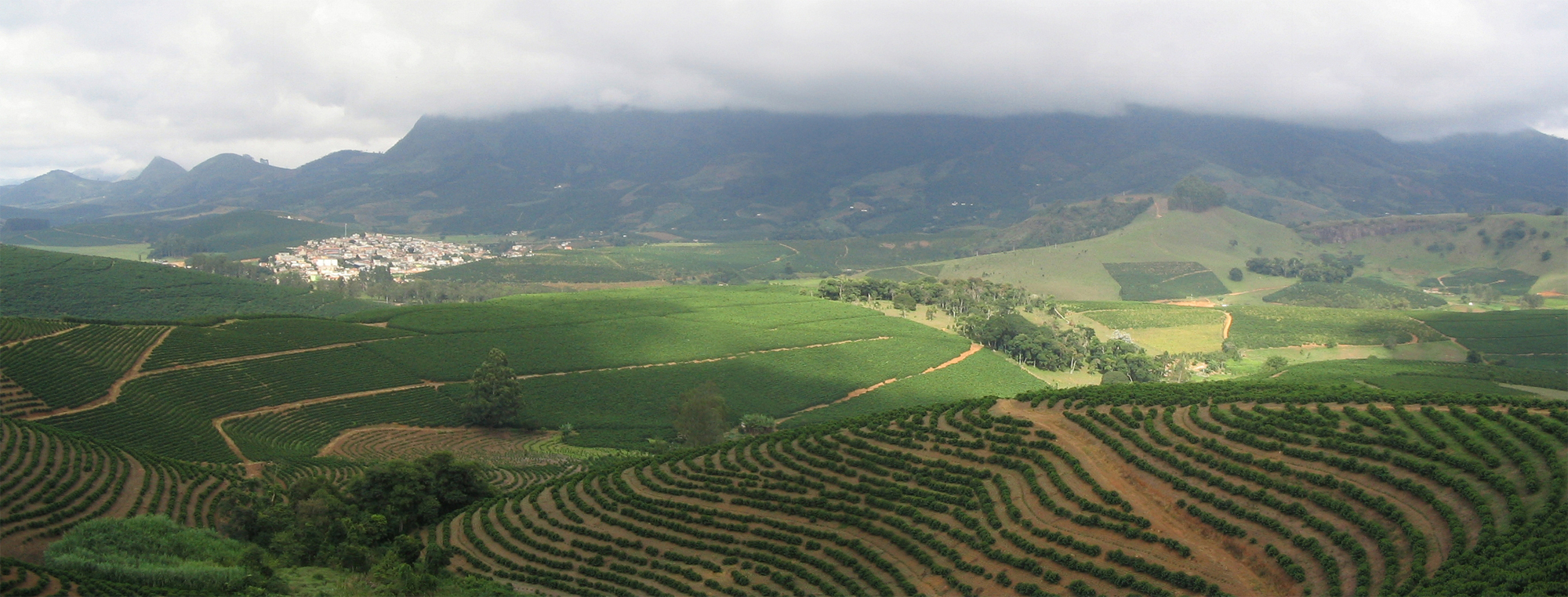
Plantació de cafè en São João do Manhuaçu, interior de Minas Gerais.

Es destaquen en la producció agrícola regional la canya de sucre, la soia i la taronja. El Sud-est és responsable per la major part de la producció de canya de sucre del país, concentrada a la regió de Campos dos Goitacazes, en la regió de la Zona de la Mata, en Minas Gerais i en l'estat de São Paulo (50% del total nacional). El cultiu de soia presenta creixent avanç, perquè és amplament utilitzat en la indústria d'olis i de menjar per a animals, sent una gran part exportada. La producció de taronges és en la seva major part destinada a la industrialització i exportació de suc, i es fa principalment en l'estat de São Paulo, responsable per 80% del total nacional. També són productes de destaqui en l'agricultura del Sud-est, el cotó, el blat de moro, l'arròs, el ricí i el cacauet, entre d'altres.

### Ramaderia
La ramaderia també té gran destaqui a la regió, sent el seu ramat boví el segon més gran del país. La gran producció de carn bovina i porcina permet la instal·lació i el desenvolupament de frigorífics i indústries de lacticinis (ramaderia lletera). La creació d'aus i la producció d'ous són les més grans del país (aproximadament 40% del total nacional), concentrant-se en l'estat de São Paulo.

### Indústria

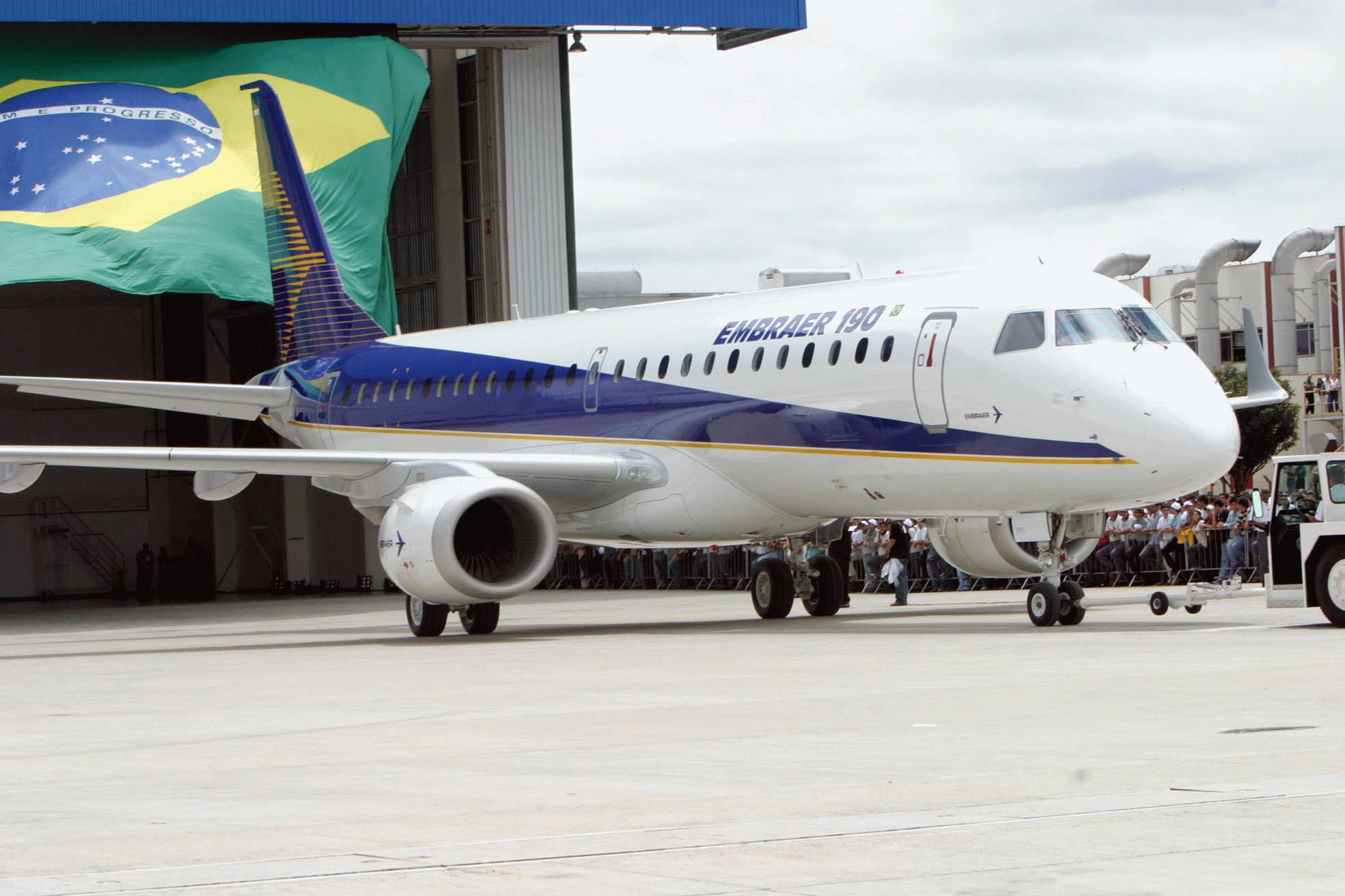
Embraer Y-190, avió desenvolupat pela empresa Embraer que té seu d'operació en São José dos Campos, interior de l'São Paulo.

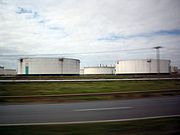
REPLAN, la principal refineria en producció de petroli de la Petrobras, situada en Paulínia, estat de São Paulo.

A la regió Sud-est, es va iniciar la industrialització del país, fent-se la indústria de transformació la principal font de renda i treball en els seus estats. L'estat de São Paulo es va fer el major parc industrial d'Amèrica del Sud.
Les principals activitats industrials de la regió són:
- Siderúrgia i metal·lúrgia: ÉS en aquesta regió que està localitzada la primera indústria d'aquest tipus, la Companyia Siderúrgica Nacional - CSN, a la ciutat de Volta Redonda, a causa de proximitat amb una gran àrea de mineria de ferro, l'anomenat quadrilátero ferrífero, en l'estat de Mines Gerais. També està instal·lada a la regió la Usiminas, en Ipatinga, que avui és la major productora d'acer brut del país, i la Companyia Siderúrgica de Tubarão, en Vitória, a 3a més siderúrgica de Brasil.
- Petrolífera: El petroli és explorat en plataformes continentals localitzades sobretot en la Conca de Campos, en l'estat de Rio de Janeiro (que produeix 80% del petroli consumit en el Brasil). L'estat de Espírito Santo és actualment el segon més gran productor de petroli del Brasil amb reserves totals de 2,5 mil milions de barrils; els camps petrolífers de l'estat se situen tant en terra com en mar, en aigües rases, profundes i ultra-profundes, contenint oli lleu i pesat i gas no-associat.[6] L'estat de Rio de Janeiro presenta gran importància en la prospecció de petroli, mentre que l'estat de São Paulo presenta una gran importància en l'activitat de refí, estant localitzat en aquest estat les principals refineries del país, d'entre elles, la REPLAN - Refineria del Planalto, la principal del país. A més del petroli, hi ha l'extracció de gas natural de la conca marítima de Santos i hi ha fins a alguns anys enrere, hi havia l'extracció de betum a la vall del riu Paraíba.
- Alta tecnologia: En aquesta regió està localitzat l'anomenada "vall del silici brasiler", constituït per les ciutats de São Paulo, São José dos Campos, São Carlos i Campinas. Aquestes quatre ciutats concentren indústries d'informàtica, telecomunicacions, electrònica i d'altres activitats que emboliquin alta tecnologia; a més de posseir importants centres d'investigació i importants universitats, com l'Institut Tecnològic d'Aeronàutica - ITA, en São José dos Campos.